# ナオリュウ
ナオリュウは、日本の女性シンガーソングライター・J-POP歌手・ギタリスト・フルート奏者・作詞家・作曲家・編曲家。ルーパー日本チャンピオン、世界大会で2位を受賞。

## 概要
2003年THEATRE BROOK中條卓氏プロデュースでデビュー。その後、ルーパーと出会い、世界2位を受賞。
2018年の大晦日に、第2回ももいろ歌合戦（BS日テレ・フジテレビNEXT・ニッポン放送など）へ出場。

## ディスコグラフィー

### シングル
| 発売日         | タイトル           |
| -------------- | ------------------ |
| 2015年11月20日 | 東色（ひがしいろ） |
| 2016年4月13日  | 西色（にしいろ）   |
| 2016年9月14日  | 南色（みなみいろ） |
| 2017年4月12日  | 北色（きたいろ）   |

### アルバム

#### ミニアルバム
|     | 発売日         | タイトル          |
| --- | -------------- | ----------------- |
| 1st | 2003年6月4日   | 誕生              |
| 2nd | 2005年10月28日 | 恋のしっぽ        |
| 3rd | 2006年9月27日  | a little wish     |
| 4th | 2013年12月23日 | 四.二疊のRhapsody |
| 5th | 2018年         | 一色譚            |

### ライブDVD
| 発売日        | タイトル           |
| ------------- | ------------------ |
| 2017年9月13日 | LOOPER LIVE "2017" |

## 受賞歴
- 2010年「BOSS LOOPSTATION WORLD CHAMPIONSHIP IN JAPAN」優勝
- 2011年「BOSS LOOPSTATION WORLD CHAMPIONSHIP」世界第2位を受賞